# Test di Risser
Il Test di Risser è un test che consente la misura indiretta della maturità scheletrica, per cui il grado di ossificazione dell'apofisi iliaca mediante valutazione radiografica viene utilizzato per giudicare lo sviluppo scheletrico complessivo. La mineralizzazione delle apofisi iliache inizia dalla cresta anterolaterale e progredisce medialmente verso la colonna vertebrale. La fusione delle apofisi calcificate all'ileo procede quindi in direzione opposta, da mediale a laterale.
Una tipica scala di valutazione a cinque punti è la seguente:
- Si classifica di grado 1 quando l'ileo (osso) è calcificato a un livello del 25%; corrisponde alla prepuberanza o alla pubertà precoce.
- Si classifica di grado 2 quando l'ileo (osso) è calcificato a un livello del 50%; corrisponde allo stadio prima o durante lo scatto di crescita.
- Si classifica di grado 3 quando l'ileo (osso) è calcificato a un livello del 75%; corrisponde al rallentamento della crescita.
- Si classifica di grado 4 quando l'ileo (osso) è calcificato a un livello del 100%; corrisponde a una quasi cessazione della crescita.
- Si classifica di grado 5 quando l'ileo (osso) è calcificato a un livello del 100% e l'apofisi iliaca è fusa con la cresta iliaca; corrisponde alla fine della crescita.

La classificazione di Risser è tradizionalmente utilizzata per stimare il potenziale di crescita futuro della colonna vertebrale dell'adolescente, in particolare nel contesto della scoliosi spinale. Risser ha inizialmente riconosciuto che l'ossificazione delle apofisi iliache è approssimativamente parallela all'ossificazione delle apofisi vertebrali. Quanto più precoce è la fase di crescita, tanto maggiore è la probabilità che una scoliosi progredisca e che possa necessitare di un intervento. Si noti che sebbene Risser abbia descritto per la prima volta le sue scoperte durante una conferenza del 1948 e abbia pubblicato l'omonimo articolo nel 1958, sono stati sviluppati sistemi di stadiazione formalizzati in un secondo momento.

## Controversia
Il sistema di classificazione Risser è stato criticato come un indicatore impreciso della maturità scheletrica. Il confronto tra la crescita futura prevista e la progressione della scoliosi con i cambiamenti misurati effettivi mostra che il sistema Risser è relativamente accurato. In particolare, poiché la progressione dagli stadi 1 a 4 ("escursione" apofisaria) è rapida e richiede solo una media di circa un anno, queste fasi hanno un valore limitato nella fase di individuazione della crescita. Anche la cessazione della crescita del tronco come previsto dallo stadio di Risser è precedente alla crescita effettiva.
Nel 2008, Sanders e altri hanno proposto un sistema alternativo per valutare la maturità scheletrica, utilizzando i raggi X della mano in un modo simile alle valutazioni della maturità scheletrica dei "gold standard" (Greulich e Pyle, Tanner-Whitehouse-III). È in discussione se l'uso della stadiazione Sanders vs Risser per la gestione della scoliosi possa portare a decisioni terapeutiche diverse.